# Felching
Felching (efter engelska) är en typ av oralsex. Den genomförs genom att man slickar eller suger sperma ur en annan persons kroppsöppning, exempelvis slidan eller anus. Sperma i anus har då i regel ejakulerats in i rektum genom analsex. Praktiken förekommer bland annat inom pornografisk film. 
Handlingen att suga sperma för att föra vidare den genom mun-mot-mun eller öppen mun-kyssar kallas snowballing. Dock förknippas snowballing mer med fellatio, där mannen ejakulerar i munnen på en kvinna eller man. Ett generellt ord för oralsex med koppling till anus är anilingus.